# Afrotyphlops punctatus
Afrotyphlops punctatus — вид змій родини сліпунів (Typhlopidae). Мешкає в Західній та Центральній Африці.

## Поширення і екологія
Afrotyphlops punctatus поширені від Сенегалу до Південного Судану, північного сходу ДР Конго і Уганди. Вони живуть у вологих саванах і рідколіссях, серед опалого листя і хмизу. Живляться термітами, мурахами та іншими дрібними комахами.